# Eberc
Eberc (Eberc I, Ebertz, Eberz) – herb szlachecki.

## Opis herbu
W polu złotym czarna głowa dzika. Klejnot – godło w zawoju złoto-czarnym. Labry – czarne, podbite złotem.

W polu złotem – czarna głowa dzika. Nad hełmem w zawoju złoto – czarnym takaż głowa. Labry czarne podbite złotem.

## Najwcześniejsze wzmianki
Jan Leonard de Ebertz z przydomkiem z Ebertzfeld otrzymał w roku 1768 przyznanie praw szlachectwa, na mocy indygenatu, uzyskanego dawniej.

## Herbowni
Jedna rodzina herbownych (herb własny):
Ebertz